# Салуджа
Салу̀джа (на италиански: Saluggia; на пиемонтски: Salugia) е малко градче и община в Северна Италия, провинция Верчели, регион Пиемонт. Разположено е на 194 m надморска височина. Населението на общината е 4107 души (към 2015 г.).